# Paul Hoffmann (Politiker, 1867)
Paul Hoffmann (* 4. November 1867 in Borschen, Kreis Steinau; † 17. Juni 1945 in Berlin) war ein deutscher Politiker (SPD, KPD) und seit 1919 Mitglied in der verfassunggebenden preußischen Landesversammlung sowie Landtagsabgeordneter in allen vier folgenden preußischen Landtagen der Weimarer Republik.

## Leben
Hoffmann war gelernter Maurer und kam als junger Mann nach Berlin, wo er als Krankenkassenangestellter arbeitete. Er wurde Mitglied der SPD und für führende Funktionen dort im Kaiserreich mehrmals gemaßregelt. Er eröffnete 1911 eine Gastwirtschaft, die er bis 1918 betrieb, und wurde 1913 für die SPD im Wahlkreis Berlin 5 ins Preußische Abgeordnetenhaus gewählt. Während des Krieges wechselte er zur USPD. Von November 1918 bis Januar 1919 war Paul Hoffmann Beigeordneter für öffentliche Arbeiten in der Preußischen Regierung und wurde für die USPD 1919 in die verfassungsgebende Preußische Landesversammlung gewählt. Als Delegierter des Leipziger USPD-Parteitages Anfang März 1919 vertrat er die linke Strömung in der USPD. Mit der linken USPD kam er Ende 1920 zur KPD. Er vertrat die KPD ununterbrochen von 1921 bis 1933 in den vier Weimarer Legislaturperioden im Preußischen Landtag. Bei gewalttätigen Ausschreitungen am 20. März 1927 wurde Hoffmann schwer verletzt, als in einem Zug von Jüterbog nach Berlin die von ihm begleitete kommunistische Schalmeiengruppe von einem in Trebbin zusteigenden NSDAP-Rollkommando mit Lanzen und Pistolen misshandelt wurde. Zusätzliche NSDAP-Unterstützer drangen im Bahnhof Lichterfelde-Ost ein. Bei den Vorgängen, die von dem wenige Monate zuvor zum Gauleiter Berlins ernannten Joseph Goebbels in Trebbin angestachelt worden waren, wurden fünf Personen schwer verletzt, ohne dass die gerufene Polizei einschritt. Hoffmann erlitt schwere Verletzungen am Kopf. Ungeachtet seines hohen Alters war er während der NS-Diktatur längere Zeit inhaftiert. Paul Hoffmann starb am 17. Juni 1945 in Berlin.